# Kij golfowy
Kij golfowy – przyrząd do gry w golfa.
Kij golfowy zbudowany jest z następujących części:
- szaft – metalowy lub grafitowy o różnych stopniach sztywności (zwykle standardowy Regular, twarde Stiff i eXtra Stiff oraz różnie oznaczane miękkie) i długości w zależności od numeru kija i kombinacji wzrostu i długości rąk zawodnika,
- grip (chwyt, rękojeść) – zwykle gumowy dawniej ze skóry, naklejonego na szaft,
- hosel – łącznik szaftu z główką,
- head – główka kija.

Kije dzielimy na kilka grup:
- Woods (drewna) o numeracji najczęściej #1 (driver, kąt 7-13°), #3 (13-16°) i #5 (18-21°) – służące do rozpoczęcia dołka z tee oraz długich uderzeń na fairwayu (#3, #5),
- Hybrids (hybrydy) o numeracji odpowiadającej długim Iron'om (zwykle #3, #4 i czasem #5), które służą do długiej gry na fairwayu oraz do gry z roughu,
- Irons (żelaza) o numeracji najczęściej #3 do #9, które służą do gry na fairway’u, ale również do rozpoczęcia krótkich dołków PAR 3,
- Wedges o oznaczeniach P, PW lub W (Pitching Wedge), G, GW lub W (Gap Wedge) S lub SW (Sand Wedge), L lub LW (Lob Wedge), służące do krótkiej gry w pobliżu greenu, także w celu omijania przeszkód i wybijania z trudnych miejsc,
- Chipper – służący do gry w pobliżu greenu, kij dość rzadki, o budowie zbliżonej do puttera, ale o większym nachyleniu lica, zwykle zastępowany wedgem,
- Putter służący do gry na greenie.

Konstrukcja główki kija umożliwia nadanie piłce odpowiedniej trajektorii lotu, tj. wysokości lotu w funkcji odległości, a także spinu (rotacji piłki), co pozwala osiągnąć cel. Kolejne kije w zestawie różnią się między sobą kątem nachylenia główki, czyli tzw. loftem (zwykle o 3-4°, im większy tym piłeczka leci wyżej, ale i krócej i z mniejszym spinem) oraz długością trzonka (zwykle o 1/2" dla żelaz, poczynając od #1 do #PW i pozostałych wedge). Długości trzonków kijów typu wood i hybryd są znacznie dłuższe i mają na celu osiągnięcie większej odległości kosztem mniejszej precyzji w porównaniu z żelazami.
Główka kija składa się z następujących części:
- Club Face (lico) – płaszczyzna uderzająca piłkę, na licu znajdują się rowki (grooves), mające na celu nadanie piłce odpowiedniej rotacji,
- Toe (czubek) – najdalej wysunięta od łącznika shaftu część główki kija,
- Heel (piętka) – część główki kija pod łącznikiem shaftu,
- Sole (spód) – podstawa główki kija, część stykająca się z podłożem. Kąt tej płaszczyzny ma wpływ na to, jak kij zachowuje się w kontakcie z podłożem. Typowe żelaza mają kąt około +8°, a dla kija SW wielkość ta sięga +14°.

W turnieju gracz może grać maksymalnie 14 kijami.
Wszystkie parametry kijów, które mogą być użyte w grze zgodnie z regułami R&A są opisane w załączniku do Reguł a lista kijów spełniających bądź nie ww. wymagania publikowana.
Przedsiębiorstwa produkujące kije to między innymi: TaylorMade, Wilson, Mizuno, Callaway, Cobra, Ping, Ben Sayers, Adams, Dunlop Sport, Titleist, Komperdell, Maltby.